# Rai-Funkhaus Trient
Das Rai-Funkhaus Trient (italienisch Sede Rai di Trento) ist der Sitz einer der 21 Regionaldirektionen der öffentlich-rechtlichen Rundfunkgesellschaft Rai. Es befindet sich in  Trient, der Hauptstadt des Trentino.
Das Rai-Funkhaus Trient wurde am 1. August 1976 mit der Rai-Dienstverordnung Nr. 402/7 gegründet.
Von 1976 bis 1980 wurden die journalistische Redaktion und die Programmstruktur geschaffen.